# Барнабаш Беше
Барнабаш Беше (угор. Bese Barnabás, нар. 6 травня 1994, Будапешт) — угорський футболіст, правий захисник клубу МТК (Будапешт) і національної збірної Угорщини.

## Клубна кар'єра
У дорослому футболі дебютував 2011 року виступами за команду клубу МТК (Будапешт). З 2013 року молодий гравець вже став одним з основних захисників клубної команди.

## Виступи за збірні
2010 року дебютував у складі юнацької збірної Угорщини, взяв участь у 4 іграх на юнацькому рівні, відзначившись одним забитим голом.
З 2013 року залучається до складу молодіжної збірної Угорщини. На молодіжному рівні зіграв у 11 офіційних матчах, забив 2 голи.
2016 року дебютував в офіційних матчах у складі національної збірної Угорщини. У травні того ж року був заявлений до складу національної команди для участі у фінальній частині чемпіонату Європи у Франції.